# Tápiógyörgye
Tápiógyörgye är en ort i Ungern.   Den ligger i provinsen Pest, i den centrala delen av landet, 70 km öster om huvudstaden Budapest. Tápiógyörgye ligger 90 meter över havet och antalet invånare är 3 817.
Terrängen runt Tápiógyörgye är mycket platt. Runt Tápiógyörgye är det ganska tätbefolkat, med 116 invånare per kvadratkilometer. Närmaste större samhälle är Abony, 16,6 km söder om Tápiógyörgye. Trakten runt Tápiógyörgye består till största delen av jordbruksmark.